# Urgleptes histrionella
Urgleptes histrionella är en skalbaggsart som först beskrevs av Bates 1885. Urgleptes histrionella ingår i släktet Urgleptes och familjen långhorningar.
Artens utbredningsområde är:
- Costa Rica.
- Panama.

Inga underarter finns listade i Catalogue of Life.